# هيو بيريمان
هيو بيريمان (بالإنجليزية: Hugh Berryman)‏ هو عالم إنسان أمريكي، ولد في 20 مايو 1949.